# Хвороба Лайма
Хворо́ба Ла́йма (також відома як бореліоз, Лайм-бореліоз, системний кліщовий бореліоз) — природно-осередкова інфекційна хвороба з групи бактеріальних зоонозів, яку спричинюють борелії комплексу Borrelia burgdorferi sensu lato. Хворобу передають кліщі. Характеризується вона переважним ураженням шкіри у вигляді мігруючої еритеми, а також нервової системи, опорно-рухового апарату і серця. Поширена у Північній Америці та Європі і є другою за швидкістю зростання інфекційною хворобою в США після ВІЛ-інфекції.

## Історичні відомості
Вперше описання зміни шкіри, притаманні хворобі Лайма, зробив у 1883 році в Бреслау німецький лікар А. Бухвальд, який відзначив патологію шкіри, що нині відома як одна з пізніх стадій кліщового бореліоза — «хронічний атрофічний акродерматит». Перше описання випадку «хронічної мігруючої еритеми» на місці присмоктування кліща зробив шведський дерматолог А. Афзеліус у 1909 році. Особливості мігруючої еритеми у 1913 році детально описав австрійський бактеріолог та дерматолог Б. Ліпшюц, а тому цю патологію називали «еритемою Афзеліуса-Ліпшюца». У 1930 році шведський дерматолог С. Геллерстром вперше пов'язав шкірні зміни з появою менінгіту після укусу кліща і висловив здогад, що хворобу спричинюють спірохети. У 1949 році шведський лікар Н. Тірессон вперше успішно застосував пеніцилін для лікування мігруючої еритеми, а у 1974 році німецький лікар К. Вебер також успішно вилікував за допомогою цього антибіотика пацієнта з менінгітом і полірадикулонейропатією, які виникли після присмоктування кліща і на той час вважалися легкими атиповими формами кліщового енцефаліту.
Найбільший поштовх дослідженню цієї патології надали подальші спостереження в США. Там у 1975 році А. Стір, С. Малавіста та Д. Снідман у містечку Олд-Лайм (штат Коннектикут) спостерігали у 39 дітей і 12 дорослих спалах хвороби, що перебігала з артритами, які виникли після присмоктування кліщів. У частини хворих ці прояви були асоційовані з мігруючою еритемою. Хворі були успішно проліковані пеніциліном. Хвороба спочатку отримала назву «запальної артропатії», а надалі стала відома як «хвороба Лайма». Саме під цією назвою захворювання класифіковане в МКХ-10. Першого збудника цієї хвороби відкрив у 1982 році В. Бургдорфер (Willy Burgdorfer), коли досліджував вміст кишки іксодового кліща, і довів спірохетозну природу хвороби, ґрунтуючись на припущеннях С. Геллерстрома. На честь Бургдорфера ця борелія й отримала свою назву. Надалі стало зрозумілим, що не тільки виявлений збудник спричинює хворобу Лайма, а існують різні види борелій та їхні геномні штами, що також породжують це захворювання.

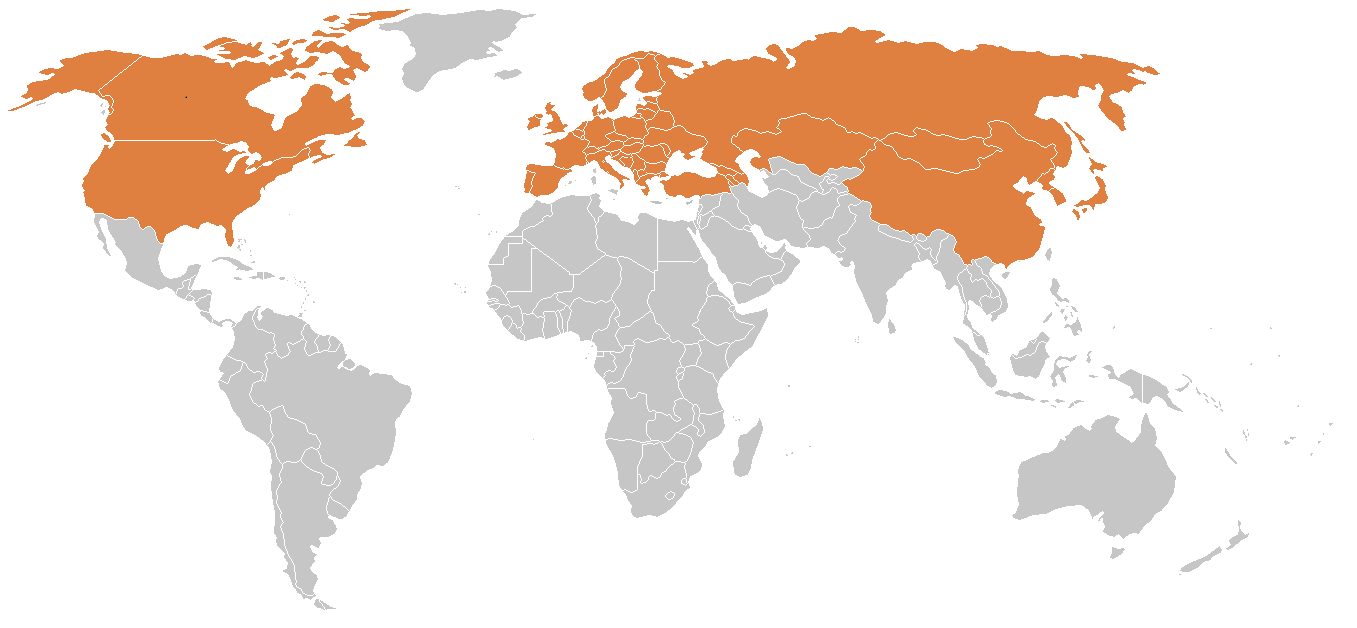
Мапа світового поширення хвороби Лайма на 2015 рік

## Актуальність

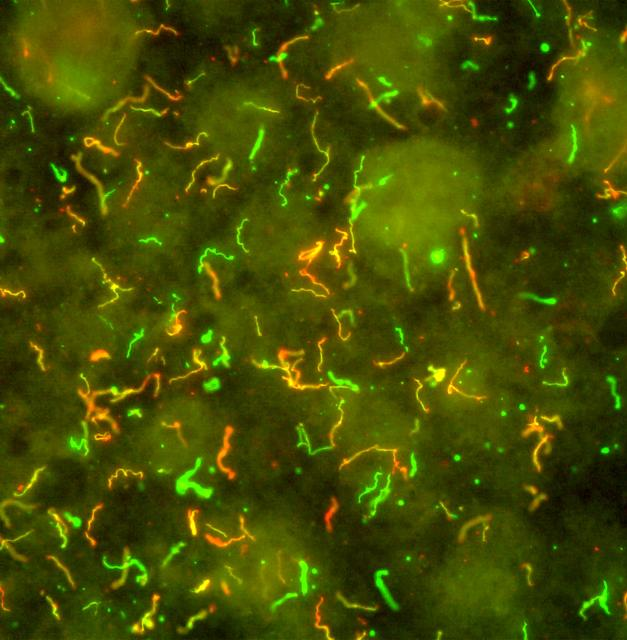
Збудник хвороби Лайма — Borrelia burgdorferi

Хвороба Лайма є найпоширенішою трансмісивною кліщовою інфекційною хворобою країн північної півкулі і вагомою медичною проблемою з огляду на можливість ураження багатьох органів і систем, схильність до хронізації, що може бути причиною тривалої втрати працездатності та появи інвалідності. У мумії людини, що жила в Європі 5300 років тому, знайдена ДНК збудника хвороби Лайма. У США протягом року виявляють 30-100 тисяч випадків цієї хвороби. У Швеції залежно від погодних умов річна захворюваність складає 69-82 випадків на 100 тисяч населення. Однак експерти ВООЗ вважають, що кількість зареєстрованих випадків менша від фактичної мінімум у 5 разів. Зокрема в США щорічно відбувається до 300 тис. випадків хвороби
Починаючи з 90-х років ХХ століття, захворюваність на хворобу Лайма значно зросла, в тому числі й в Україні. Показником ступеня епідемічного неблагополуччя окремих територій є рівень зараженості кліщів бореліями. У різних регіонах України інфікованість кліщів коливається від 3 % до 25 %. Значення хвороби в патології людини постійно збільшується через виявлення раніше невідомих осередків, поширення птахами заражених кліщів на нові території, розширення ареалу і зростання кількості кліщів, що є наслідком несприятливих екологічних змін. Ареал кліщів не є суцільним, а розбитий на значну кількість великих і малих «острівців», що зумовлено як природними процесами, так і нераціональною господарською діяльністю людини, яка створює сприятливі умови як для кліщів, так і для їхніх годувальників із числа дрібних синантропних гризунів. За період з 2000 по 2023 рік в Україні зареєстровано 45 371 випадок хвороби Лайма, з піками у 2015 та 2022 роках, найбільше — у містах, свідчить дослідження мікробіологів зі Львівського національного медичного університету імені Данила Галицького.

## Етіологія
Нині численних збудників хвороби Лайма відносять до так званого видового комплексу Borrelia burgdorferi sensu lato з роду Borrelia, родини Spirochaetaceae. Видовий комплекс об'єднує 12 різних видів та їхні геномні штами, кількість яких станом на 2018 рік достеменно невідома. Морфологічно це рухливі, грамнегативні бактерії спіральної форми. Борелії, а особливо ті, які виявлені в різних нозоареалах, відрізняються нуклеотидними послідовностями ДНК, а спричинені ними випадки хвороби Лайма мають певні клінічні особливості. Найбільш клінічно значущі в структурі хвороби Лайма на цей момент є B. burgdorferi sensu stricto (класичний вид, найбільше поширений у Північній Америці), B. afzelii, B. garinii та B. valaisiana, що поширені в Євразії.
Борелії мають три групи антигенів:
- поверхневі (характеризуються найбільшою варіабельністю),
- джгутикові,
- цитоплазматичні.

Найконсервативнішою за складом поверхневих антигенів є B. burgdorferi sensu stricto, тоді як для інших борелій комплексу Borrelia burgdorferi sensu lato характерною є гетерогенність, здатність до мінливості антигенної структури навіть під час інфекційного процесу. Це може зумовлювати ухиляння від захисного впливу чинників імунітету, сприяє персистенції борелій в організмі та створює додаткові складнощі для розроблення діагностичних тест-систем і вакцин.
З огляду на їхній філогенетично сформований абсолютний паразитизм, борелії швидко гинуть у довкіллі. У процесі еволюційного розвитку вони адаптувалися до двох різних середовищ — організмів кліща і хребетних. Активне перебування й розмноження борелій всередині теплокровних тварин або людини є необхідною умовою для виживання та збереження вірулентності мікроорганізму. Існують іще інші види борелій, які спричинюють такі хвороби, як епідемічний поворотний тиф, ендемічний поворотний тиф, асоційована з кліщами південна висипна гарячка (STARI) тощо.

## Епідеміологічні особливості

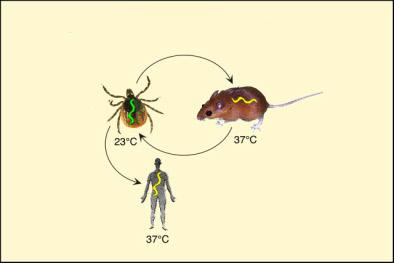
Схема циркуляції борелій

### Джерело та резервуар
Джерелом хвороби Лайма є понад 130 видів ссавців, переважно дрібних, і близько 100 видів птахів, які є годувальниками кліщів і основним резервуаром збудників у природі. У дрібних тварин і птахів хвороба часто перебігає безсимптомно.

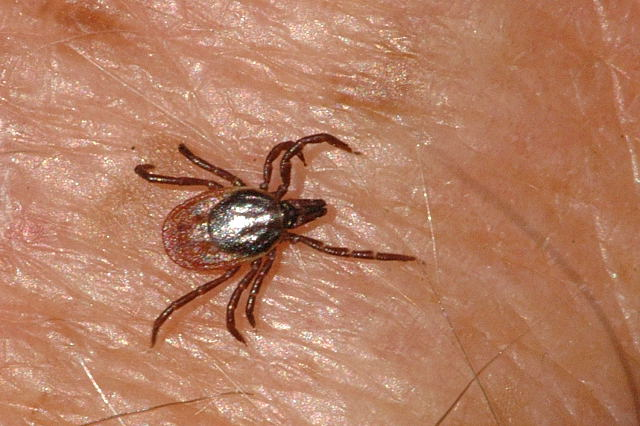
Кліщ на шкірі шукає місце для присмоктування

### Механізм передачі
Хвороба передається трансмісивно, через присмоктування іксодових кліщів, які є переносниками збудників у природних ареалах. Обговорюється ймовірність рідкісного передавання при втиранні решток роздавленого кліща у пошкодження шкіри та через сире молоко хворої тварини (переважно козяче), коли збудники потрапляють через дрібні ушкодження слизової ротоглотки, тобто відбувається реалізація контактного механізму передачі інфекції.

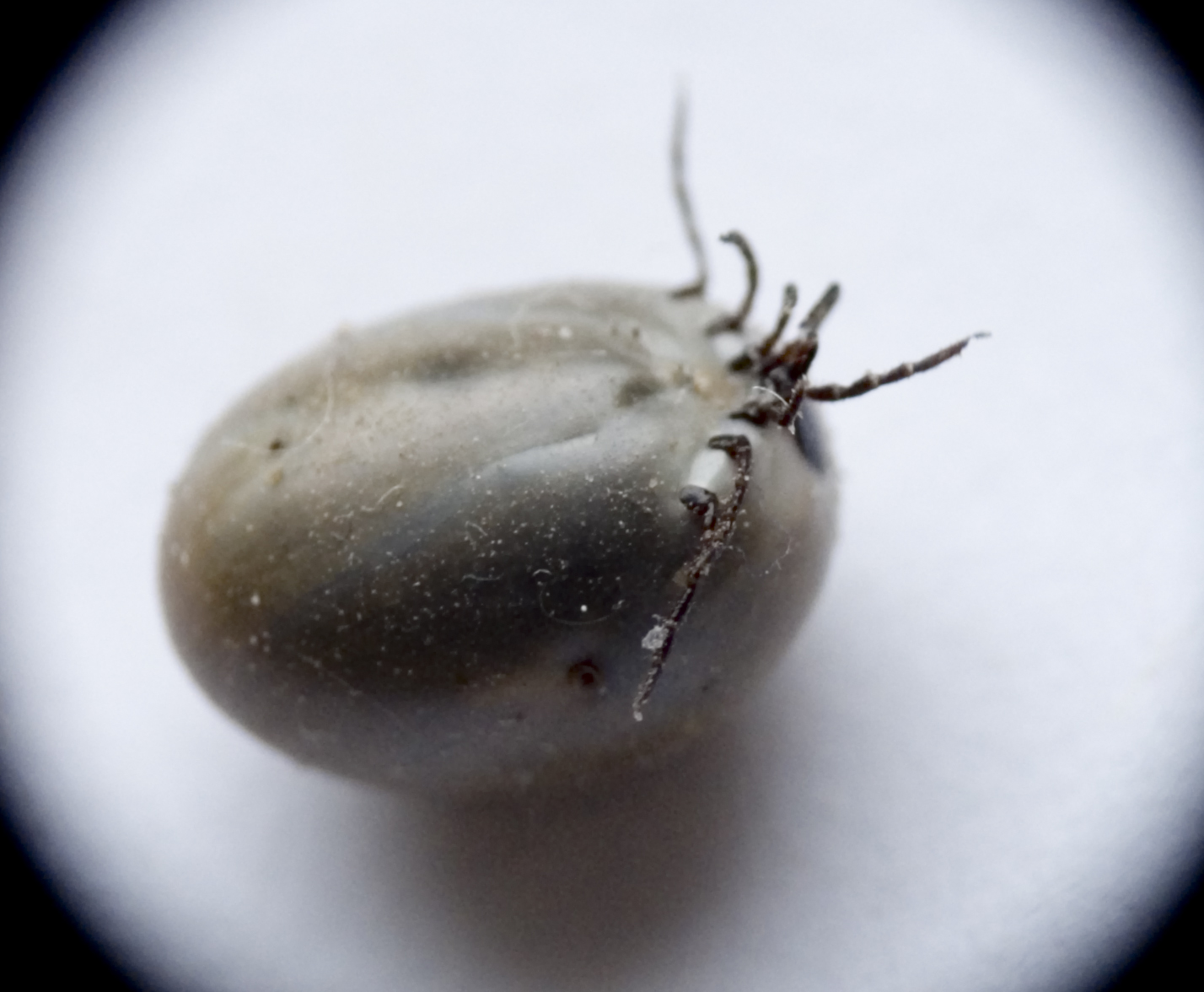
Кліщ після насмоктування крові

У кліщів здійснюється трансоваріальна (через яйця), а також трансфазова (через личинки та німфи) передача збудників. Усі стадії розвитку іксодових кліщів харчуються кров'ю. Борелії потрапляють в організм годувальника зі слиною інфікованого кліща саме під час смоктання крові. Найчастіше хворобу людині передає дорослий кліщ — імаго, рідше німфи та личинки. Кліщі живуть у лісових місцевостях, міських лісопосадках, насадженнях декоративних кущів. У лісі кліщі скупчуються переважно на узбіччі, уздовж доріг і стежок, чатуючи на тварин чи птахів. Вони найчастіше атакують тварин, птахів і людей з гілок, які ростуть не вище від 1,5 м від поверхні землі. Ризик захворювання підвищується прямо пропорційно тривалості присмоктування кліща. Найбільший він за тривалості перебування кліща у шкірі протягом 2-3 днів, німф і личинок — 3-5 днів. Іноді кліщі можуть бути зараженими іншими збудниками, що можуть спричинити поєднану з хворобою Лайма патологію (бабезіоз, гранулоцитарний анапламоз людини, кліщовий енцефаліт тощо), що призводить до змін клінічного перебігу та створює проблеми у діагностиці.

### Сприйнятливість та імунітет
Сприйнятливість до хвороби Лайма є високою. Хворіють переважно люди активного віку, частіше представники професійних груп ризику (мисливці, лісники, грибники тощо). Захворюваності на хворобу Лайма притаманна сезонність, зумовлена біологією кліщів, їхньою активністю у період із травня до жовтня з найбільшим рівнем захворюваності в червні-липні. Але в останні роки вони іноді залишаються активними взимку при випадковому потраплянні до людських осель з дерев, розташованих у лісах або біля них. Німфи та личинки частіше передають збудника весною та на початку літа, пізніше — переважно дорослі кліщі. Імунітет нестерильний, можлива реінфекція з повторним розвитком хвороби. Від хворої людини до здорової хвороба не передається.

## Патогенез
Хвороба Лайма є типовим спірохетозом, якому притаманний ряд клініко-патогенетичних особливостей цієї групи інфекційних хвороб, зокрема здатність до тривалої персистенції збудника в організмі, системне ураження різних органів, схильність до хронізації. Перебіг захворювання часто має три стадії, які проявляються різними симптомами. Стадії можуть перебігати з різним ступенем тяжкості клінічного перебігу, їхня послідовність іноді може піти й в іншому порядку. Нерідко хворі мають також неспецифічні прояви, такі як втома, нічна пітливість, гарячка або неспецифічний біль у суглобах і м'язах. Хвороба Лайма може проявлятися ураженнями шкіри, нервової системи, суглобів і серця. Іноді інтервали між окремими стадіями захворювання є тривалими і безсимптомними.

### Перша стадія захворювання
Стадія локальної інфекції — патологічний процес розвивається в місці проникнення збудника. Характерними є шкірні прояви (зокрема мігруюча еритема). Починається в терміни від 2 до 30 днів після присмоктування кліща. Відбувається інокуляція збудника, його розмноження, що призводить до розвитку запальної реакції, яка клінічно проявляється еритемою і синдромом інтоксикації. На місці укусу кліща виникає почервоніння, діаметр якого збільшується поступово, а в центрі шкіра бліднішає. Такий висип є патогномонічною ознакою хвороби Лайма. Тим не менш, він відсутній у 30 % хворих. Можливі й інші симптоми: гарячка, кон'юнктивіт, головний біль, міальгії та артралгії. Якщо уражено центральну нервову систему (ЦНС), то часто хворобу називають нейробореліозом. Швидка і повноцінна терапія особливо важлива на цій стадії захворювання. Чим раніше розпочато лікування захворювання, тим легше запобігти хронізації.

### Друга стадія захворювання
Стадія дисемінації — збудник поширюється від місця первинного проникнення. Розвивається в середньому через 1–3 місяці від появи мігруючої еритеми. Гематогенна і лімфогенна дисемінація відбувається в лімфатичні вузли, паренхіматозні органи, суглоби, нервову систему, де борелії захоплюються системою мононуклеарних фагоцитів (СМФ) із формуванням метастатичних вогнищ запалення. Частина мікроорганізмів гине, що зумовлює посилення інтоксикаційного синдрому. Генералізація інфекційного процесу сприяє мобілізації гуморальних і клітинних факторів імунітету. Протибореліозні антитіла IgM за допомогою сучасних чутливих тестів можна виявити з 2–3 тижня хвороби, а свого максимуму вони сягають на 4–6 тиждень. Протибореліозні IgG у діагностичних титрах вдається виявляти з 6-го тижня хвороби.

### Третя стадія захворювання
Стадія персистуючої інфекції і автоімунних порушень — характеризується ураженнями переважно суглобів, серця та нервової системи, рідше шкіри, і може розвинутися за декілька місяців, а то й років після інфікування. У цю стадію індукція гуморальної імунної відповіді зумовлює накопичення в тканинах різних органів і систем (шкірі, синовіальній оболонці суглобів, нервовій тканині, міокарді) специфічних імунних комплексів, до складу яких входять антигени борелій. Імунні комплекси сприяють активній міграції нейтрофільних лейкоцитів, які виробляють різні медіатори запалення й інші біологічно активні речовини. Борелії та їхні антигени за тривалої персистенції здатні індукувати автоімунні й інші імунопатологічні процеси, що створює тло для прогресування органних уражень і хронізації хвороби.

### Патоморфологічні зміни
Мігруюча еритема характеризуються периваскулярною інфільтрацією уражених ділянок шкіри нейтрофілами, макрофагами, лімфоцитами. В епідермісі виявляють гіперкератоз, дистрофію епітеліальних клітин базального шару. У шкірі виражений набряк, перикапілярит та інтерстиціальні інфільтрати. При органних ураженнях пізнього періоду в тканинах виявляють осередки запалення та дистрофії.

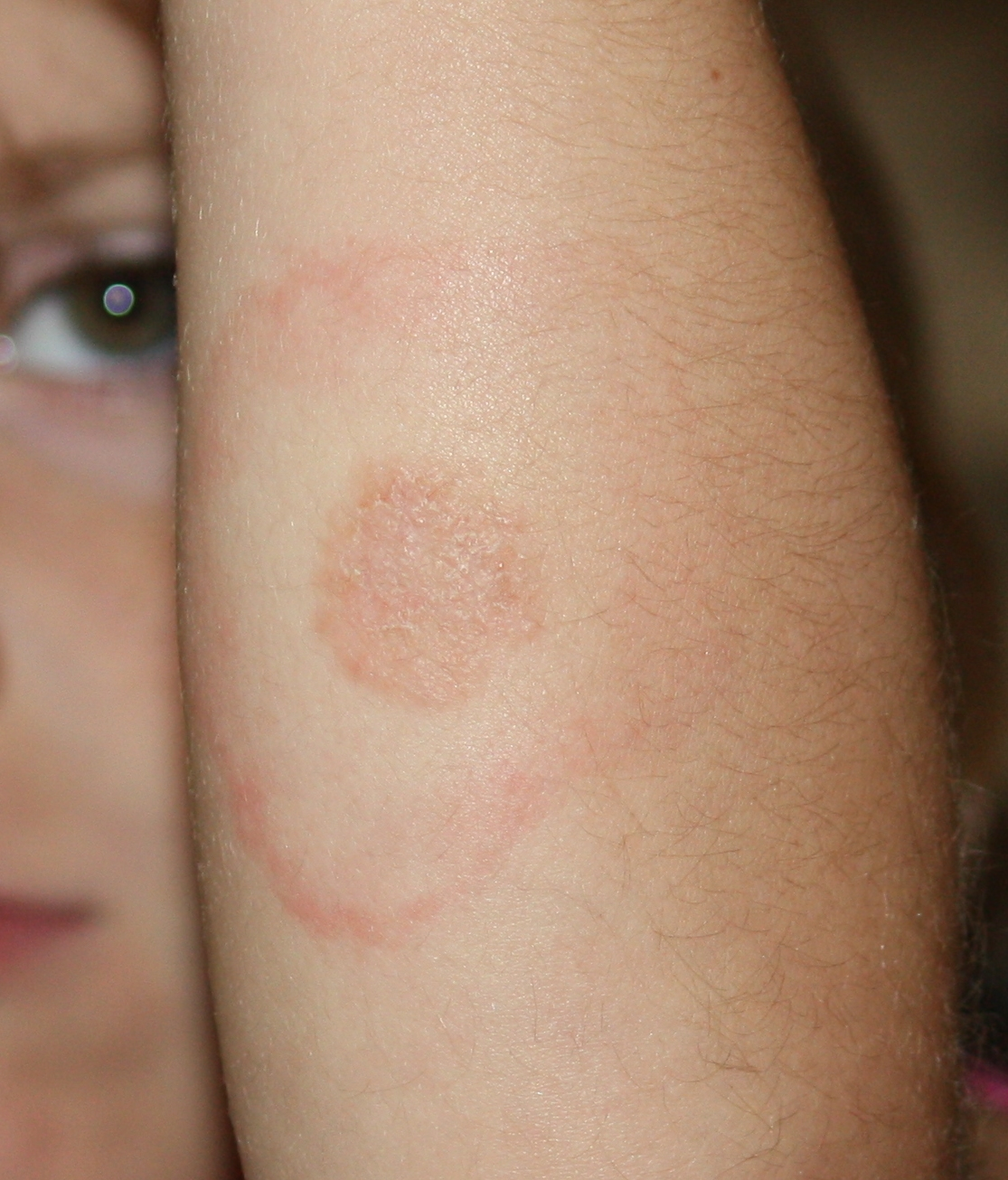
Еритема у вигляді «бичачого ока» на руці у п'ятирічної дитини. Фаза зворотного розвитку

## Клінічні прояви
У МКХ-10 виділяють «Хворобу Лайма» А69.2. Інкубаційний період триває від 1-го до 45 днів (в середньому 7–14 днів). Розрізняють:
- ранній період хвороби, який включає стадії локальної інфекції та дисемінації;
- пізній період — стадію персистуючої інфекції.

Виділяють також:
- гострий перебіг (до 3-х місяців),
- підгострий (до 6 місяців),
- хронічний (безперервний або рецидивуючий).

### Стадія локальної інфекції
Клінічно характеризується розвитком мігруючої еритеми на місці присмоктування кліща, яка є патогномонічною ознакою хвороби Лайма і зустрічається у 70–80 % хворих. Спочатку еритема може виглядати як рівномірно насичена пляма яскраво-червоного забарвлення, часто з ціанотичним відтінком. Надалі розміри еритеми збільшуються, центральна частина поступово світлішає й набирає вигляду здорової шкіри, в той час як краї залишаються яскраво червоними. Така еритема називається кільцеподібною. У інших хворих розвивається суцільна еритема гомогенного характеру з ціанотичним відтінком без просвітлення центральної частини. У чверті хворих може спостерігатися декілька кілець, які розміщені концентрично одне в одному й утворюють «бичаче око» (частіше при зараженні та перебігу хвороби в Європі). Розміри еритеми становлять у середньому 15–20 см, хоча можуть бути від 5 до 60 см і більше. Швидкість поширення розмірів еритеми становить 1–2 см на добу. Коли темпи цього нижчі, а також коли розміри еритеми менші 5 см, діагноз хвороби Лайма є проблематичним. У випадку локалізації еритеми на кінцівці, вона може її охоплювати і зливатися з подальшим поширенням у проксимальному й дистальному напрямках із формуванням «манжетки». Коли кільцева еритема сягає дуже великих розмірів і охоплює поверхню тулуба, конфігурація кільця втрачається і на шкірі можна побачити периферичні ділянки еритеми у вигляді смуг — «як удари батога». Мігруюча еритема може локалізуватись на будь-яких ділянках, проте найчастіше на нижніх кінцівках і тулубі, де відбувається присмоктування кліща, причому уражаються переважно ділянки з тонкою шкірою, які менше контактують з одягом (найчастіше — ділянка підколінної ямки). Безеритемні форми хвороби відбуваються у 20–30 % хворих із маніфестним перебігом і, зазвичай, вчасно не діагностуються, що може призводити до подальшого прогресування і хронізації.
Мігруюча еритема у 60–70 % хворих супроводжується інтоксикаційним синдромом різного ступеня виразності, який характеризується загальною слабкістю, нездужанням, гарячкою, головним болем, легким ознобом, артралгіями та міальгіями. Хоча у більшості хворих симптоми інтоксикації виражені мінімально або помірно, у окремих хворих температура тіла може підніматися до 38–40°С. Частіше сильна гарячка та виразна інтоксикація відбувається при виникненні хвороби Лайма в США.

### Стадія дисемінації
Прогресування хвороби до цієї стадії спостерігається у 20-25 % хворих із мігруючою еритемою, які, як правило, не отримали адекватної антибіотикотерапії. Через 3–5 тижнів від початку хвороби у них можуть з'явитися вогнища вторинної еритеми, яка є клінічним маркером стадії дисемінації. Кількість елементів вторинної еритеми може бути від 2 до 40, розміри їх менші порівняно з первинною еритемою. Типовим, хоча і не частим проявом стадії дисемінації є доброякісна лімфоцитома шкіри, яка найчастіше виникає через 3–5 тижнів від появи еритеми і локалізується на мочці вуха, або навколо соска. Проявляється незначно болючими множинними вузликами діаметром до 0,5–1 см, шкіра над якими є набряклою з ціанотично-бурим відтінком. Лімфоцитома спостерігається у хворих виключно в Європі.
Найчастішим проявом стадії дисемінації серед хворих в Європі є ураження нервової системи, які виникають через 1-2 міс від початку хвороби. Вважається, що у таких випадках хворобу частіше спричинює B. garinii. Ізольовані ураження у вигляді невриту лицевого нерву часті як в США, так і у дітей в Європі. Досить часто нервові ураження перебігають у вигляді краніальної та спінальної полірадикулонейропатії з моторними або сенсорними розладами, множинних мононевритів, серозного менінгіту з лімфоцитарним плеоцитозом, енцефаліту. Типовим проявом нейробореліозу є синдром Баннварта, який характеризується поєднанням серозного менінгіту, невриту лицевого нерву і спінальної полірадикулонейропатії. Хворі найбільше скаржаться на головний біль, радикулярний біль у попереку та шиї, який іноді буває вкрай інтенсивним і посилюється вночі. Неврологічні розлади тривають до декількох тижнів або місяців.
У стадії дисемінації можуть спостерігатися ураження серця у вигляді міокардиту (3–5 % хворих), який характеризується порушеннями провідності з транзиторними AV-блокадами. У більшості хворих, особливо при вчасному початку лікування, міокардит має сприятливий перебіг.
Частими є ураження печінки з незначним збільшенням рівня білірубіну і підвищенням активності амінотрансфераз, проте клінічно виражений гепатит спостерігається тільки у незначної кількості хворих і має доброякісний перебіг. У цю стадію хвороби зрідка може виникнути кон'юнктивіт, увеїт.

### Стадія персистуючої інфекції
Клінічно проявляється різноманітними органними ураженнями автоімунного генезу. Хворі скаржаться на зниження як фізичної, так й розумової працездатності, швидку втомлюваність, розлади сну, біль у суглобах. На цій стадії типовими є ураження суглобів, які виникають у третини хворих. Можуть перебігати як артралгії (досить часто при зараженні хворобою Лайма в Європі), а також у вигляді рецидивного артриту з усіма ознаками запалення суглобів (часто в США). Уражаються переважно великі суглоби (колінний, кульшовий). У окремих хворих з артритами хвороба є резистентною до лікування, має прогресуючий характер і призводить до інвалідності.
Ураження нервової системи пізнього періоду можуть перебігати у вигляді енцефалопатії з мнестично-інтелектуальними розладами, множинних мононевритів, хронічного енцефаломієліту. Вважають, що такі прояви часто зустрічаються у перебігу хвороби Лайма в Європі, як правило, у людей з скомпрометованою нервовою системою до того (алкогольна, діабетична нейропатія тощо). У окремих хворих виникають серйозні ураження міокарду з розвитком дилятаційної кардіоміопатії. Можуть спостерігатися пізні ураження шкіри у вигляді хронічного атрофічного акродерматиту (атрофія шкіри та підшкірної клітковини на розгинальних поверхнях кистей і стоп), обмеженої склеродермії (локальне ущільнення шкіри у вигляді бляшок округлої форми восково-білого відтінку), анетодермії (плямистої атрофії шкіри). Випадки пізнього ураження шкіри спостерігаються у європейських хворих, у таких випадках скоріше за все хворобу Лайма спричинює B. afzelii. При ураженні бореліями в США пізні шкірні ураження рідкі.

## Ускладнення
Прогноз для життя загалом сприятливий, проте у частини хворих можуть сформуватися резидуальні прояви ураження нервової системи і опорно-рухового апарату (повні або часткові анкілози, тугорухливість суглобів, фіброміалгія, синдром хронічної втоми тощо). Рідкісний прогредієнтний перебіг бореліозного енцефаломієліту може бути причиною смерті.

## Діагностика

### Клініко-епідеміологічна діагностика
Патогномонічною ознакою Лайм-бореліозу є типова мігруюча еритема (особливо «бичаче око») на місці присмоктування кліща. Важливими є дані епідеміологічного анамнезу — перебування в ендемічній місцевості, відвідування лісу, знаходження на шкірі кліщів, що присмокталися. У таких випадках підтвердження діагнозу методами специфічної лабораторної діагностики навіть не є обов'язковим.

### Специфічна діагностика
Використовується серологічний метод — виявленні протибореліозних антитіл IgM та IgG за допомогою імуноферментного аналізу (ІФА) та реакції непрямої імунофлуоресценції (РНІФ). До уваги береться чотирикратне підвищення рівня антитіл у динаміці хвороби. Позитивні, а також сумнівні результати досліджень повинні бути підтверджені методом імуноблотингу. Для підтвердження нейробореліозу проводять індикацію протибореліозних антитіл в ІФА як в сироватці крові, так і лікворі з визначенням лікворо-сироваткового індексу. Бактеріологічний метод (виявлення збудника в лікворі, біоптатах шкіри), а також полімеразна ланцюгова реакція (ПЛР) є інформативними для верифікації діагнозу у випадку безеритемних форм хвороби. При пізніх дерматологічних проявах із біоптатів шкіри уражених ділянок часто вдається бактеріологічно виділити борелії.

## Лікування
Включає комплекс лікувальних заходів, у якому провідна роль відводиться етіотропній терапії. Лікарські препарати призначають перорально або парентерально залежно від клінічних симптомів і періоду хвороби.

### Етіотропна терапія
Хворим на еритемні форми хвороби Лайма у випадку легкого перебігу призначають лікування в амбулаторному режимі. Середньотяжкий і тяжкий перебіг хвороби потребує госпіталізації. У всіх епізодах необхідна антибіотикотерапія. У стадії локальної інфекції призначають антибіотики перорально упродовж 14 діб: доксициклін по 0,1 г 2 рази на добу, або амоксицилін по 0,5 г 3 рази на добу, або цефуроксим по 0,5 г 2 рази на добу. Хворі з ознаками стадії дисемінації потребують подовження курсу антибіотикотерапії до 21 дня. Якщо перший курс не дав бажаного результату, то рекомендуються зміна антибактерійного засобу і проведення повторного курсу впродовж ще 30 діб. При нейробореліозі застосовують внутрішньовенно цефтріаксон по 1 г 2 рази на добу протягом 14–28 діб. Не можна знижувати разову дозу препарату і зменшувати кратність прийому препаратів, оскільки для отримання терапевтичного ефекту необхідно постійно підтримувати достатню бактеріостатичну концентрацію антибіотика в організмі хворого. При легких випадках хвороби Лайма допускають можливість призначення азитроміцину 1,0 г в 1-у добу та по 0,5 г 1 раз на добу з 2-ї по 5-у.
У світі певні схеми терапії хвороби Лайма з тенденцією до комбінацій декількох антибактеріальних засобів та значного подовження термінів лікування (до 3-х місяців і більше) зазнають критики з боку американських Центрів з контролю за інфекційними хворобами (CDC) та деяких фахівців.

### Патогенетична терапія
Полягає у застосуванні в тяжких випадках внутрішньовенної дезінтоксикації. Призначають препарати, які покращують мікроциркуляцію в шкірі та внутрішніх органах, що сприяє кращому проникненню антибіотика у вогнище запалення (ксантинолу нікотинат, вітамін РР) тощо), антигістамінні препарати. При виразних артритах, автоімунному компоненті рекомендують призначення гідроксихлорохіну по 0,4 г 1 раз на добу впродовж 1-2 місяців, зважуючи на його імунодепресивну та протизапальну активність. Особливо він показаний при неефективності попередніх курсів антибактерійної терапії. Застосування глюкокортикостероїдів при цьому визнано недоцільним.
Після одужання необхідне диспансерне спостереження протягом двох років.

## Профілактика
Важлива особиста профілактика, метою якої є попередження присмоктування кліщів — застосування репелентів, захисного одягу перед походом до підозрілих на наявність кліщів місцин. Необхідний ретельний огляд одягу, шкіри після відвідування лісових чи масивів кущових насаджень на предмет виявлення кліщів з подальшим їхнім обстеженням на наявність борелій. Для екстреної профілактики хвороби Лайма у осіб, які постраждали від присмоктування кліщів, доцільно призначати доксициклін у дозі 0,2 г одноразово у випадку, якщо від моменту присмоктування кліща пройшло не більше 3-х діб і в тілі кліща виявлено борелії. Або ж коли присмоктування кліща відбулося при відвідуванні регіону, де є високий ризик зараження. Необхідне подальше медичне спостереження протягом 1 місяця. Вакцинація застосовується у гіперендемічних регіонах (в Україні не проводиться). Більшість розвинених країн нині вважають, що виробництво вакцин від хвороби Лайма є економічно недоцільним проти неспецифічних, але дієвих заходів боротьби з укусами кліщів. Однак є й інші пропозиції — враховуючи високий рівень захворюваності, серйозні наслідки як гострих, так і хронічних форм хвороби Лайма, розробка вакцини проти неї насправді має стати пріоритетом громадського здоров'я. Є повідомлення про успішне випробування таких вакцин.